# سیارک ۲۳۷۶
سیارک ۲۳۷۶ (به انگلیسی: 2376 Martynov، نامگذاری:1977QG3) دو هزار و سیصد و هفتاد و ششمین سیارک کشف شده‌است که در ۲۲ اوت ۱۹۷۷ کشف شد.
قدر مطلق سیارک برابر ۱۰٫۹۰ است.